# خوان أ. ريفيرو
خوان أ. ريفيرو (بالإسبانية: Juan Arturo Rivero)‏ هو عالم زواحف أمريكي، ولد في 5 مارس 1923 في سانتورس ‏ في الولايات المتحدة، وتوفي في 3 مارس 2014.